# Église Saint-Hilaire de Saint-Hilaire-de-Lusignan
L'église Saint-Hilaire, est une église catholique située à Saint-Hilaire-de-Lusignan, dans le département de Lot-et-Garonne, en France.

## Historique
L'église est bâtie sur une petite éminence, peut-être artificielle. L'église date du XIIe siècle. Elle paraît avoir été établie en partie sur des soubassements ayant appartenu à des édifices antiques, peut-être l'oratoire d'un castrum. Une partie des murs est revêtue de petit appareil.
Avant 1789, elle est décrite comme une église édifiée dans la plaine, entourée de dix à douze maisons.
L'édifice est inscrit au titre des monuments historiques le 7 janvier 1926.

## Description
L'église est voûtée et possède un clocher hexagonal. Son abside est polygonale et sa nef a deux travées. Elle comprend deux chapelles dédiées à la Vierge et à sainte Catherine.